# Podtureň
Podtureň és un poble i municipi d'Eslovàquia que es troba a la regió de Žilina, al centre-nord del país.

## Història
La primera menció escrita de la vila es remunta al 1331.

## Demografia
| Godina             | 1994 | 2004    | 2014    | 2024   |
| ------------------ | ---- | ------- | ------- | ------ |
| Nombre de persones | 433  | 514     | 1014    | 1055   |
| Diferència         |      | +18,70% | +97,27% | +4,04% |

| Godina             | 2023 | 2024   |
| ------------------ | ---- | ------ |
| Nombre de persones | 1063 | 1055   |
| Diferència         |      | −0,75% |